# Grainola (Oklahoma)
Grainola es un pueblo ubicado en el condado de Osage en el estado estadounidense de Oklahoma. En el año 2010 tenía una población de 31 habitantes y una densidad poblacional de 51,67 personas por km².

## Geografía
Grainola se encuentra ubicado en las coordenadas 36°56′18″N 96°39′2″O / 36.93833, -96.65056 (36.938394, -96.650517).

## Demografía
Según la Oficina del Censo en 2000 los ingresos medios por hogar en la localidad eran de $33,750 y los ingresos medios por familia eran $33,750. Los hombres tenían unos ingresos medios de $43,750 frente a los $10,833 para las mujeres. La renta per cápita para la localidad era de $18,065. Alrededor del 22.6% de la población estaban por debajo del umbral de pobreza.